# Tadeusz Kaleta
Tadeusz Krystyn Kaleta (ur. 1953) – polski zoolog, specjalista w zakresie behawioru zwierząt - w szczególności w warunkach sztucznych - oraz zooantropologii, dr hab. Prowadzi działalność naukową i dydaktyczna na SGGW AR Warszawa. Prowadził i recenzował wiele prac magisterskich i doktorskich.
Opublikował książki o charakterze podstawowym w zakresie badań behawioralnych a także wiele artykułów w prasie specjalistycznej.
Bierze udział w komisji zajmującej się dobrostanem zwierząt w ogrodzie zoologicznym w Warszawie

## Książki
- Kaleta T. "Dzikie psy i hieny". Wydawnictwo "Wiedza Powszechna". Warszawa 1998.
- Brzostek M., Chojnacki J., Kaleta T. ”Ekofilozofia. Wybór tekstów”. Wydawnictwo SGGW, 1998.
- Kaleta T., Fiszdon K. ”Wybrane zagadnienia z genetyki i zachowania się psów”. Wydawnictwo SGGW, 1999 i 2002.
- Radomska R., Knothe A., Kaleta T ”Podstawy hodowli i użytkowania zwierząt”. Warszawa, Fundacja SGGW, 2001.
- Kaleta T. "Zachowanie się zwierząt. Zarys problematyki", Wydawnictwo SGGW, 2007

## Witryny internetowe
Strona z pełną informacja o działalności prof. Kalety
Strona audycji Polskiego Radia z udziałem prof. Kalety o związkach między etologią a antropologią